# Amnaj Kaewkiew
Amnaj Kaewkiew (Thai: อำนาจ แก้วเขียว, * 11. Januar 1975 in Phitsanulok) ist ein thailändischer Fußballtrainer und ehemaliger Fußballspieler.

## Karriere

### Spieler
Amnaj Kaewkiew erlernte das Fußballspielen in der Schulmannschaft der Suankularb Wittayalai School sowie in der Jugendmannschaft des FC Krung Thai Bank. Hier stand er auch bis 2004 unter Vertrag. Der Verein aus der thailändischen Hauptstadt Bangkok spielte in der ersten Liga, der Thai Premier League. 2005 wechselte er zu Bangkok Glass. Hier stand er bis 2015 unter Vertrag.

### Trainer
Amnaj Kaewkiew war die Saison 2015 als Spielertrainer in der zweiten Mannschaft von Bangkok Glass tätig. Nachdem er seine Karriere als Fußballspieler am 1. Januar 2016 beendete, wurde er unter Anurak Srikerd Co-Trainer bei seinem bisherigen Verein Bangkok Glass. Bei BG stand er bis Ende 2018 unter Vertrag. Am 1. Januar 2020 übernahm der den Trainerposten beim Chiangmai FC. Der Verein aus Chiangmai spielte in der zweiten Liga, der Thai League 2. Nach zwanzig Spielen trennte man sich im Februar 2021.

## Erfolge

### Spieler
Bangkok Glass FC
- Thai Super Cup: 2009
- Singapore Cup: 2010